# Яблоков, Юрий Сергеевич
Юрий Сергеевич Яблоков (род. 27 апреля 1969, Иваново) — российский государственный деятель, политик, бизнесмен, бывший член Совета Федерации от Ивановской области.

## Образование
В 1986 году окончил среднюю школу № 12 г. Приволжска Ивановской области. В 1994 году Московский физико-технический институт, факультет аэрофизики и космических исследований по специальности инженер-физик. В 1992 году закончил НКЦ МГИМО по специальности внешнеэкономическая деятельность. В 2007-2010 году изучал богословие в Свято-Тихоновском Православном Университете.

## Карьера
- В 1990—1992 гг. — исполнительный директор Московского Агентства коммерческой информации.
- В 1992 г. стал одним из учредителей и генеральным директором АО «Яковлевский лен».
- 1995—1996 гг. — генеральный директор ОАО "Текстильный Торговый дом «Яковлевский».
- 1996—2006 гг. — генеральный директор ОАО ЦК ФПГ "Текстильный холдинг «Яковлевский».
- 2006—2010, и с 2011 гг. — генеральный директор ОАО "Корпорация «Нордтекс» (правопреемник ОАО ЦК ФПГ "Текстильный холдинг «Яковлевский»).
- 2010—2011 гг. Представитель от исполнительного органа государственной власти Ивановской области в Совете Федерации РФ. Член Комитета Совета Федерации по промышленной политике, член Комиссии Совета Федерации по естественным монополиям.
- 2010-2012 гг. - Президент Ассоциации Индустриальных парков России
- 2011-2021г. - Председатель Совета Директоров ООО "Нордтекс"
- 2012-2021гг. - Сопредседатель Правления Ассоциации Индустриальных парков России

## Семейное положение
Женат, пятеро детей.

## Прочее
Мастер спорта международного класса по вертолетному спорту. Член сборной России по вертолетному спорту. Абсолютный Чемпион России по вертолетному спорту 2018-го и 2020-го годов. Трехкратный абсолютный Чемпион Кубка Мира по вертолетным гонкам (2017,2018,2019гг)